# Vallée de Kabaw
 (avril 2019).
Si vous disposez d'ouvrages ou d'articles de référence ou si vous connaissez des sites web de qualité traitant du thème abordé ici, merci de compléter l'article en donnant les références utiles à sa vérifiabilité et en les liant à la section « Notes et références ».
La vallée de Kabaw est une vallée de hauts plateaux dans la partie de la chaîne de l'Arakan, se situant dans la région de Sagaing au nord-ouest de la Birmanie.

## Géographie

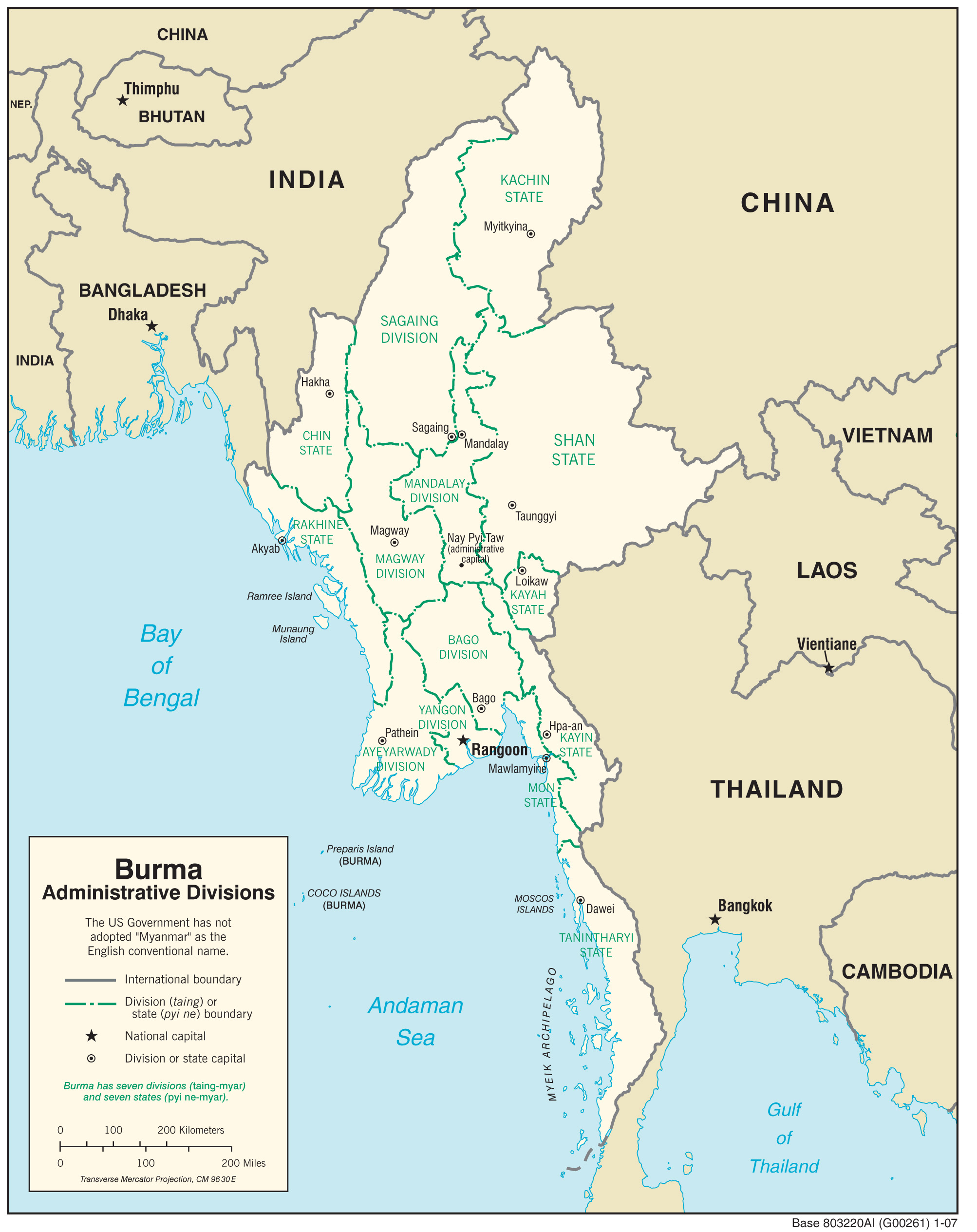
États et régions administratives du Myanmar

Moreh est la ville frontière indienne avec, en vis-à-vis, la ville birmane de Tamu.

## Historique
Historiquement cette vallée était une région frontalière disputée entre royaumes indien et birman[évasif].
En 1826, à l'issue de la première des guerres anglo-birmanes, le Manipur est rendue à l'Inde mais le tracé exact de la frontière reste disputé.
En 1952, le Premier Ministre Jawaharlal Nehru reconnut la vallée de Kabaw comme appartenant entièrement à la Birmanie.
À la fin de septembre 1944, durant la seconde Guerre mondiale, encerclés par les troupes japonaises à Yazagio, dans la vallée de Kabaw, les soldats de la Force publique furent la seule unité belge à devoir combattre les Japonais,.